# Vassili Vainonen
 (mars 2012).
Si vous disposez d'ouvrages ou d'articles de référence ou si vous connaissez des sites web de qualité traitant du thème abordé ici, merci de compléter l'article en donnant les références utiles à sa vérifiabilité et en les liant à la section « Notes et références ».
Vassili Vainonen, né le 21 février 1901 à Saint-Pétersbourg (Russie) et mort le 23 mars 1964 à Moscou (URSS), est un danseur, librettiste et chorégraphe soviétique, apprécié pour le classicisme de ses œuvres.

## Biographie
Vassili Vainonen étudia à l'École impériale du ballet du Théâtre Marie. Il eut pour condisciples Leontiev et Ponomarev. Il rejoignit la troupe du GATOB (futur Kirov, ex-Mariinsky) en 1919 jusqu'en 1938 et excella surtout dans la danse de caractère. Il commença sa carrière de chorégraphe dans les années 1920, avec notamment La Valse de Moscou, et fut influencé par Fokine et Isadora Duncan.
Il fit la chorégraphie de L'Âge d'or (1930) mis en musique par Chostakovitch, et Flammes de Paris, sur une musique de Boris Assafiev en 1932 à propos de la Révolution française pour le Kirov. Il reprit la chorégraphie inspirée par Marius Petipa du Casse-noisette de Tchaïkovski en 1934. Cette version restera pendant des décennies le modèle du ballet classique.
De 1946 à 1950 et de 1954 à 1958, il fut chorégraphe au Bolchoï de Moscou avec notamment Mirandolina (1946) sur une musique de Sergueï Vassilenko et Gayaneh de Khatchatourian en 1957. Sa  chorégraphie de Casse-Noisette est reprise partout au XXIe siècle en Russie depuis sa création.